# Bollmannia boqueronensis
Bollmannia boqueronensis és una espècie de peix de la família dels gòbids i de l'ordre dels perciformes.

## Morfologia
Els mascles poden assolir els 10 cm de longitud total.

## Distribució geogràfica
Es troba des del sud de Florida (Estats Units) fins al nord de Sud-amèrica.